# Брига Алта
Брига Алта (итал. Briga Alta) је насеље у Италији у округу Кунео, региону Пијемонт.
Према процени из 2011. у насељу је живело 62 становника. Насеље се налази на надморској висини од 1323 м.

## Становништво
| 1931. | 1936. | 1951. | 1961. | 1971. | 1981. | 1991. | 2001. | 2011. |
| ----- | ----- | ----- | ----- | ----- | ----- | ----- | ----- | ----- |
| 418   | 379   | 285   | 225   | 161   | 120   | 81    | 62    | 48    |